# Denso
Denso (яп. 株式会社デンソー) — японська машинобудівна корпорація, що спеціалізується на виробництві автомобільних комплектуючих (системи запалювання, магнето, генератори, компресори, свічки запалювання і розжарювання, стартери, клапани, масляні фільтри, радіатори, паливні насоси, системи управління двигуном і електроживленням, системи кондиціонування повітря, вентилятори і холодильники, системи навігації, різні датчики та сканери, а також програмне забезпечення). Заснована в 1949 році. Входить до списку Forbes Global 2000, штаб-квартира розташована в місті Карія (Префектура Айті).
Станом на 2013 рік оборот DENSO Corporation становив 38,1 млрд доларів США, активи — 43,2 млрд дол., ринкова вартість — 34,9 млрд дол., прибуток — 1,1 млрд дол., в компанії працювало понад 126 тисяч співробітників.
DENSO Corporation контролює дочірні компанії в Японії, Південній Кореї, Китаї, Тайвані, В'єтнамі, Таїланді, Малайзії, Сінгапурі, Індонезії, Філіппінах, США, Канаді, Мексиці, Бразилії, Аргентині, Великій Британії, Нідерландах, Німеччині, Італії, Іспанії, Португалії, Франції, Бельгії, Угорщині, Чехії, Польщі, Швеції, Росії, Туреччині, Саудівській Аравії, ОАЕ , Індії, Марокко, ПАР і Австралії.
Дочірня компанія — Denso Wave є творцем QR-коду.